# Чернігівське сільське поселення
Чернігівське сільське поселення — муніципальне утворення в Білорєченському районі Краснодарського краю Росії.
В рамках адміністративно-територіального устрою Краснодарського краю йому відповідає Чернігівський сільський округ.
Адміністративний центр — селище Молодіжне.

## Населення
| Рік  | Чисельність населення |
| ---- | --------------------- |
| 2010 | 3842                  |
| 2012 | 3923                  |
| 2013 | 4001                  |
| 2014 | 4062                  |
| 2015 | 4142                  |
| 2016 | 4203                  |
| 2017 | 4238                  |
| 2018 | 4238                  |
| 2019 | 4219                  |
| 2020 | 4218                  |
| 2021 | 3396                  |
| 2023 | 3372                  |

## Населені пункти
До складу сільського поселення (сільського округу) входять 3 населені пункти:
| № | Населений пункт | Тип населеного пункту | Населення (чол.) |
| - | --------------- | --------------------- | ---------------- |
| 1 | Чернігівська    | станиця               | ↘1335            |
| 2 | Гурійська       | станиця               | ↘648             |
| 3 | Молодіжне       | селище                | 2044             |